# Basílica de Superga
La Basílica de Superga, es una iglesia en las cercanías de Turín. Fue edificada en el siglo XVIII por Víctor Amadeo II de Saboya en lo alto de la colina de Superga. El arquitecto fue Filippo Juvarra, que usó una arquitectura clasicista con un toque barroco propio del momento. 
La iglesia alberga las tumbas de muchos de los príncipes y reyes de la Casa de Saboya, entre ellos el Monumento a Carlos Manuel III (1733) de Ignazio y su hermano Fillipo Collino.
El complejo arquitectónico acoge también un área monástica ocupada entre 1966 y 2015 por la Orden de los Servitas y unos apartamentos reales, lujosamente decorados y destinados al avituallamiento de la familia real durante sus visitas a la basílica.
Aunque se la llama comúnmente «Basílica de Superga», el templo no tiene en sí el título de Basílica menor otorgado por la Santa Sede.

## Monarcas enterrados en Superga
| Nombre                                  | Nacido-fallecido | Sepulcro                                                        |
| --------------------------------------- | ---------------- | --------------------------------------------------------------- |
| Víctor Amadeo II de Cerdeña             | 1666-1732        | Rey de Cerdeña (o de Piamonte-Cerdeña)                          |
| Ana María de Orleans                    | 1669-1728        | Reina de Cerdeña, primera esposa de Víctor Amadeo II de Cerdeña |
| Ana Teresa Canalis di Cumiana           | 1680-1769        | Esposa morganática de Víctor Amadeo II de Cerdeña               |
| Carlos Manuel III de Cerdeña            | 1701-1773        | Rey de Cerdeña                                                  |
| Cristina Luisa de Baviera-Sulzbach      | 1704-1723        | desde 1786; antes, en la Catedral S. Giovanni Battista          |
| Polixena Cristina de Hesse-Rotenburg    | 1706-1735        | desde 1786; antes, en S. Giovanni Battista                      |
| Isabel Teresa de Lorena                 | 1711-1741        | desde 1786; antes en S. Giovanni Battista                       |
| Víctor Amadeo III de Cerdeña            | 1726-1796        | Rey de Cerdeña                                                  |
| María Antonia Fernanda de España        | 1729-1785        | Reina de Cerdeña, esposa de Víctor Amadeo III de Cerdeña        |
| Víctor Manuel I de Cerdeña              | 1751-1819        | Rey de Cerdeña                                                  |
| María Teresa de Austria-Este            | 1773-1832        | Reina de Cerdeña, esposa de Víctor Manuel I de Cerdeña          |
| Carlos Alberto de Cerdeña               | 1798-1849        | Rey de Cerdeña                                                  |
| María Teresa de Austria-Toscana         | 1801-1855        | Reina de Cerdeña, esposa de Carlos Alberto de Cerdeña           |
| María Adelaida de Habsburgo-Lorena      | 1822-1855        | Primera esposa de Víctor Manuel II, rey de Italia               |
| Amadeo I de España                      | 1845-1890        | Rey de España                                                   |
| María Victoria dal Pozzo della Cisterna | 1847-1876        | Reina de España, esposa de Amadeo I de España                   |
| María Leticia Bonaparte                 | 1866-1926        | Segunda esposa y sobrina de Amadeo I de España                  |
| Tomislav II de Croacia                  | 1900-1948        | Rey de Croacia, 4.º Duque de Aosta                              |
| Irene de Grecia y Dinamarca             | 1904-1974        | Reina de Croacia, esposa de Tomislav II de Croacia              |

## Galería de imágenes

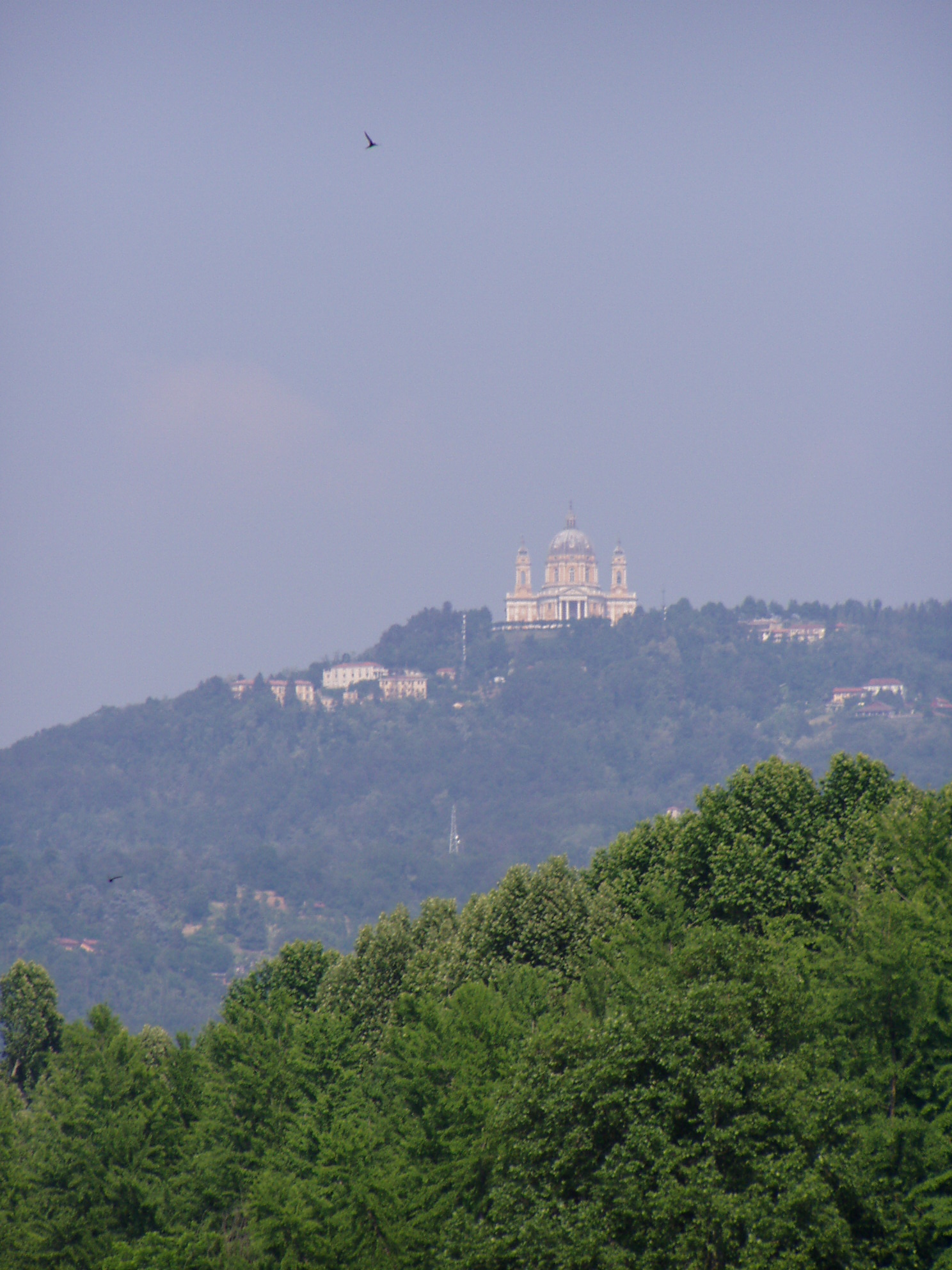
Colina de Superga
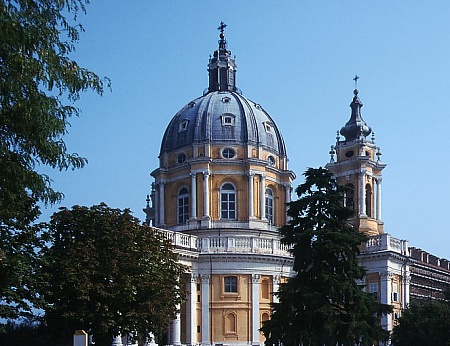
La Basílica de Superga
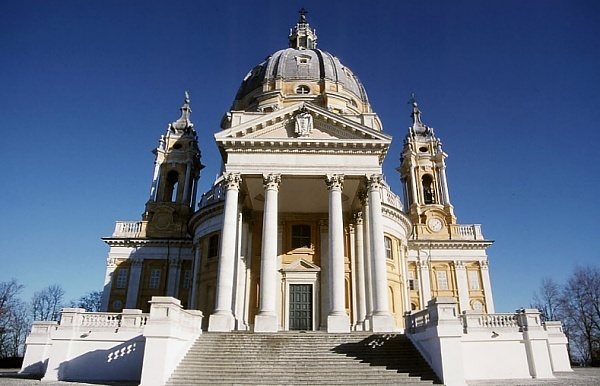
La Basílica de Superga
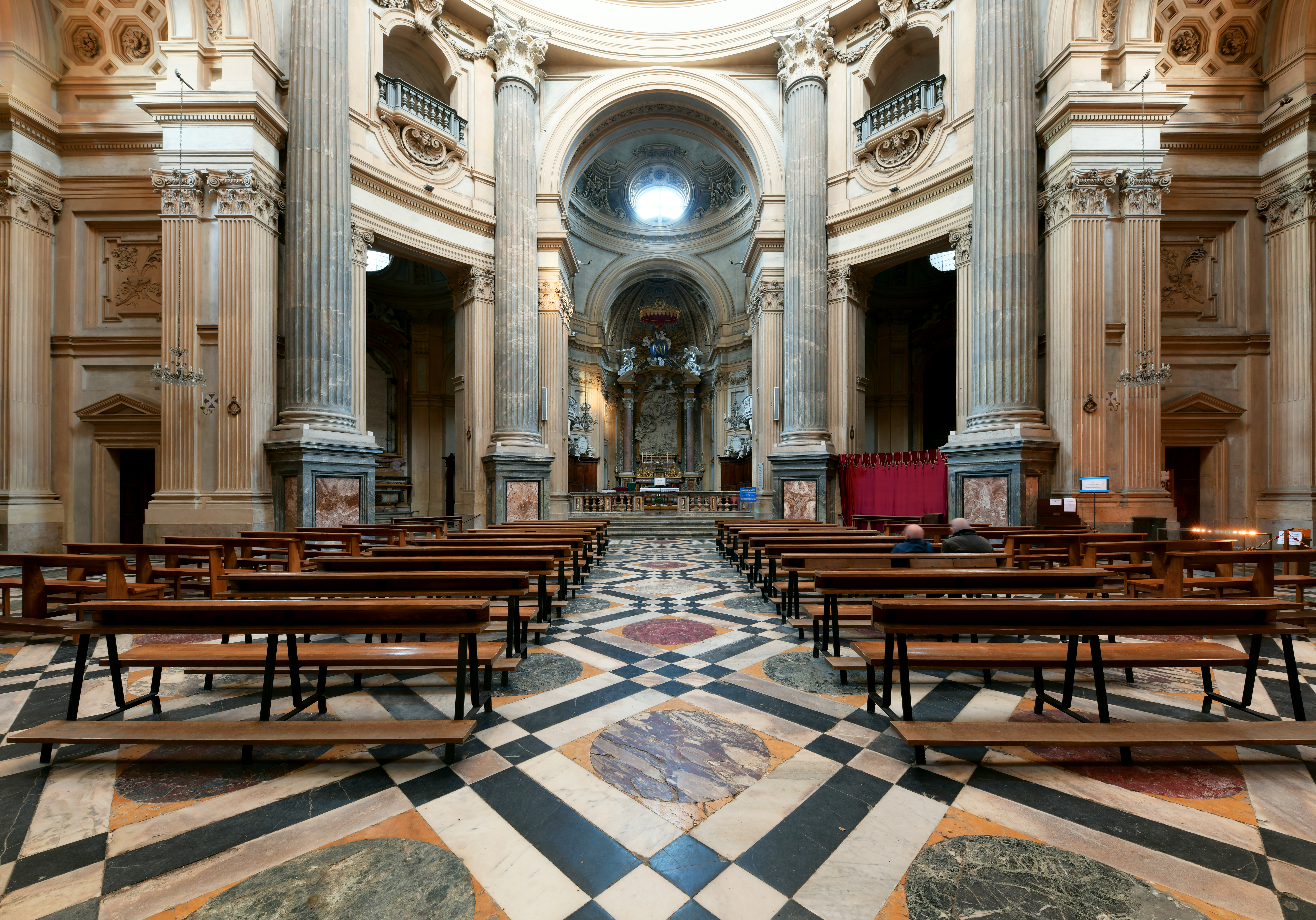
Interior de la Basílica de Superga
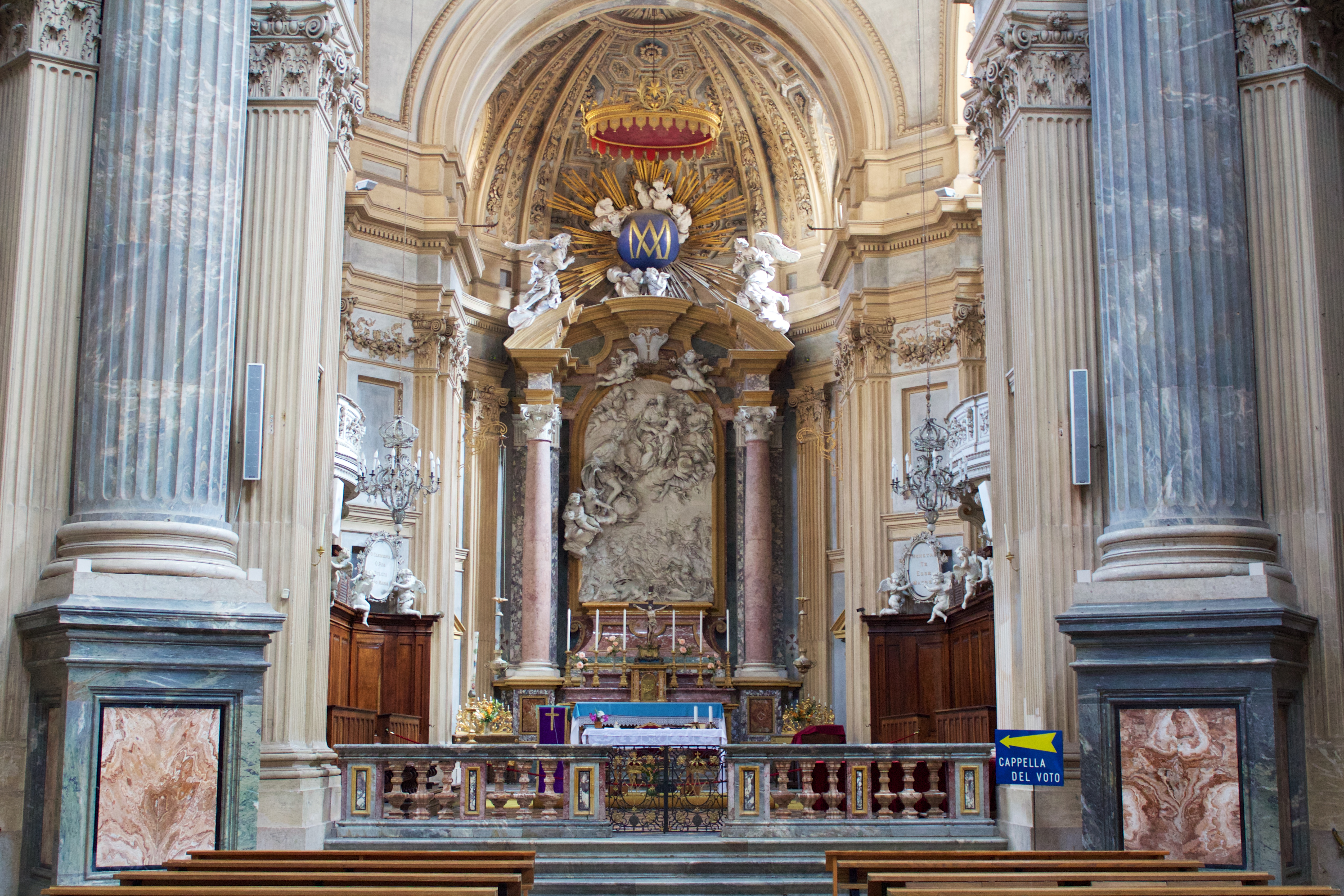
Altar de la Basílica